# سادو

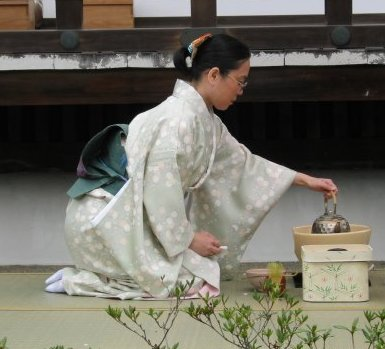
سيدة يابانية تعد الشاي

سادو (باليابانية: 茶道 = طريق الشاي) أو طقوس الشاي هي مجموعة من الطقوس والشعائر التي يتم القيام بها أثناء تقديم الشاي. تأثرت هذه الشعائر بمذهب زن البوذي الياباني.
يعتبر القيام بهذه الطقوس اليوم من الهوايات المحببة في اليابان وعبر العالم. يقوم بعض من اليابانيين المهتمين بثقافتهم بتلقي دروس خصوصية في الـ«سادو». يتم القيام بالطقوس الخاصة بتقديم الشاي في غرفة خاصة ذات طابع تقليدي ياباني، وتتواجد هذه الغرف في بعض المعاهد الثقافية كما يقوم بعض الأشخاص بتخصيص غرفة خاصة في بيوتهم لهذا الغرض.
تتألف الطقوس من عدة شعائر يتوجب على الذي يؤديها حفظها عن ظهر قلب. يتم فيها وصف كل الحركات التي يجب القيام بها، ويشمل ذلك الحركات الدقيقة لليد. يقوم المضيف بتحضير الشاي، ويقدمه لاحقا للضيف. ويستعمل الشاي الأخضر المسمى ماتشا (抹茶)، ويتخذ هذا النوع على شكل مسحوق أخضر يستخرج من أوراق الشاي المجففة.

## تاريخ طقس الشاي
يعود تاريخ شرب الشاي في اليابان إلى القرن التاسع. ولكن مسحوق الشاي الأخضر أو الماتشا لم يدخل إلى اليابان سوى في القرن الثاني عشر حيث أحضره راهب بوذي اسمه إيساي وهو عائد من الصين. وكان الشاي الأخضر يستخدم في البداية في الشعائر الدينية في الأديرة البوذية. وفي القرن الثالث عشر بدأ المحاربين اليابانيين (الساموراي) تحضير وشرب الماتشا عندما بدؤوا في اعتناق عقيدة الزن البوذية. وبدأت القيم والسمات الجمالية الخاصة بطقس الشاي تتطور شيئا فشيئا، خاصة «الوابي» أي النقاء الهادئ أو الساكن.
في القرن السادس عشر قام سين نو ريكو (1522-1591) بتطوير فكرة سيده عن «الإيتشي جو» و«الإيتشي إيه» وهي فلسفة تعلم أن كل لقاء يجب أن يعتبر عزيزا حيث أنه لن يتكرر مرة أخرى. وقام أيضا بتكميل «الوابي تشا» (شاي في كوخ متواضع مسقف بالقش) وأسس الأربعة قواعد التي ما زالت تعتبر أساسية لطقس الشاي حتى اليوم وهي التناغم (وا) والاحترام (كيه) والنقاء (سيه) والسكون (جاكو).

## أنواع الطقوس
يوجد نوعين أساسيين من الطقوس، وهما «مقاعد التاتامي» و«الريو-ريه». في طقس «مقاعد التاتامي» يتم تحضير الشاي والناس جلوس على التاتامي (حصيرة يابانية). وفي «الريو-ريه» (القوس الواقف)، يتم تحضير الشاي على منضدة مخصوصة. ويجلس الضيوف على نفس المنضدة أو منضدة منفصلة. ويشير الاسم إلى عادة الانحناء بحيث تكون أول وآخر مرة عند مدخل غرفة طقس الشاي.

## طالع
- حفلة شاي